# قشلاق حاج علی برات
قشلاق حاج علی برات یک روستا در ایران است که در دهستان قشلاق جنوبی واقع شده‌است. قشلاق حاج علی برات ۴۸ نفر جمعیت دارد.